# Népligeti próbapálya
A népligeti próbapálya a Ganz–MÁVAG vasúti járműépítő vállalat tesztpályája volt, melyet a vállalat Kőbányai úton lévő nagyüzemétől délre alakítottak ki, nagyrészt a Népliget területén, a Vajda Péter utca mentén. Célja a gyárban készült különféle külföldi szabványú vasúti járművek próbázása volt, amire hagyományos vasúti pályák nem voltak alkalmasak.

## Története, jellege
A vágányok kialakítása 1946-ban kezdődött. A próbapálya két helyen hagyta el a gyár területét: az egyik délen, a Golgota utca és a Golgota tér keresztezésével sorolt be a Simor utcába, ami később Vajda Péter utcára változott; itt keleti irányban tartott az utcán a Népliget felé, majd keresztezve a Könyves Kálmán körutat átsorolt a Népligetben is folytatódó utca déli padkája mellé. A másik vágány nem messze innen, egy Könyves Kálmán körútra nyíló kapun lépett ki a gyárból, ez is keresztezte a körutat, majd a Népliget területére érve, a Vajda Péter utcát keresztezve csatlakozott az onnan érkező első vágányhoz. Az immár közös szakasz tovább haladt a Vajda Péter utca mentén a Népligetben egészen a liget keleti határában lévő sporttelepig.
A vágány érdekességét az adta, hogy többféle szabványú jármű próbázását tette lehetővé, emiatt legalább hatféle nyomtávolság volt a pályán megfigyelhető 750 és 1524 mm között, de az elektromos kiépítettség is lehetővé tette, hogy több különböző feszültséggel működő jármű is kipróbálásra kerülhessen, ehhez külön áramfejlesztő létesült. A Vajda Péter utcából három sínszál érkezett, ezek a legkisebb (750 mm) és a legnagyobb (1524 mm) nyomtávolságúak voltak, míg a Könyves Kálmán körút felől volt, hogy kilenc(!) sínszál érkezett, 6-7 nyomtávolsággal. A két vágány emiatt egyedi kitérővel csatlakozott egymáshoz. A vágányokat időnként átépítették, de a helyzetük negyven éven át nem változott. Az évtizedek alatt rengetegféle vasúti járművet próbáztak a vágányokon, mivel a gyár fénykorában sokféle országba gyártott vasúti járműveket; keskeny nyomközű gőzmozdonyt éppúgy, mint szovjet, argentin, lengyel vagy tunéziai mozdonyt vagy motorkocsit.
1952-ben bővítették a pályát egy újabb szakasszal, ehhez egy balos kitérőt építettek a vágányhoz, ami a Vajda Péter utcát keresztezve átsorolt a liget határát jelentő vasúti töltés mellé az utcától északra, majd innen visszafelé, megint keresztezve az utcát haladt az eddigiekre merőlegesen tovább a vonal déli irányba, a vasúti töltés mentén egészen az Üllői útig. A közvetlen jobbkanyart ugyanis akadályozta az itt lévő sporttelep. A teljes pályahossz ekkor 3 kilométer volt. Az Üllői úti végnél egy kisebb kocsiszínt is kialakítottak a tesztelendő járműveknek. A bővítésre az akkor tesztelt első magyar, szovjet típuson alapuló P1 és P2 metrókocsik miatt volt szükség, mert a háromsínes – vagyis áramvezető sínes – rendszert életvédelmi okokból nem lehetett a Vajda Péter utcai szakaszon kiépíteni, ezért erre itt, a töltés oldalában lévő, kerítéssel elválasztott pályán került sor. Itt nem is volt olyan „nyomtávkavalkád”, mint a Vajda Péter utcában, ez a szakasz később is inkább a fővárosi tömegközlekedésben résztvevő vasúti járművek próbázását szolgálta, miután a próba-metrókocsik tesztelését felfüggesztve (egy ideig a metróépítéssel együtt) a háromsínes rendszert felső vezetékesre alakították át.
A 70-es évek elejére a Vajda Péter utcai és az arra merőleges, töltés melletti szakaszt összekötő deltavágány elbontásra került, így ez utóbbi vasúti járművel már csak az időközben az Üllői úton akkor még meglévő villamospályával kiépített kapcsolattal vált megközelíthetővé. Ezzel egyértelművé vált, hogy a korábbi kapcsolatát elvesztő, nagyjából 900 méteres szakasz ezután az FVV (Fővárosi Villamosvasút), majd utódja, a BKV járműveinek próbázását szolgálja, főleg villamosokét, de a kisföldalatti Ganz–MÁVAG szerelvényeit is itt futtatták. Az M3-as metróvonal kiépülése miatt az Üllői úti villamospályákat 1980-ra elbontották, ekkor szűnt meg a pálya kapcsolata is, és vált az enyészeté a szakasz. A kocsiszínnek épített épületek azonban nagyrészt most is megvannak, amiket raktárként hasznosítottak.
A Vajda Péter utcai szakaszon ettől függetlenül továbbra is a gyár külföldi és egyéb kísérleti járműveinek próbázása folyt; 1986-ban még egy Alexandriába szánt villamos próbázása is zajlott itt, de következő évben a Ganz–MÁVAG megszűnt, illetve átalakult, az utódcégek már nem gyártottak külföldi vasúti járműveket, ezért a próbapályára sem volt többé szükség. A speciális vágányok sokáig láthatóak voltak az úttestekben, majd a 2000-es években bekövetkező útfelújítások, az 1-es villamos továbbépítése, emiatt a Könyves Kálmán körút gyár felé történő kiszélesítése az útburkolatok cseréjével eltüntette a vágányok itteni nyomait; később a Vajda Péter utcát is felújították, az itt közlekedő villamosvonalakat megszüntették, ezért a régi macskaköves burkolat és villamosvágányok felszedésével az itteni próbapályát is elbontották. A népligeti szakasz szintén elbontásra került, egyedül a Vajda Péter utca népligeti torkolatában látszanak még az aszfalt alatti sínszálak.